# Godzilla vs. Kong
Godzilla vs. Kong är en amerikansk science fiction-monsterfilm som är regisserad av Adam Wingard och är skriven av Terry Rossio. Filmen är en uppföljare till Godzilla: King of the Monsters (2019) och Kong: Skull Island (2017), och är den fjärde filmen i Legendary Pictures MonsterVerse. Filmen är också den 36.e filmen i Godzilla franchisen, den 12.e filmen i King Kong-franchisen och den fjärde Godzilla-filmen att helt bli producerad av en Hollywood studio. Filmens huvudroller spelas av Alexander Skarsgård, Millie Bobby Brown, Rebecca Hall, Brian Tyree Henry, Shun Oguri, Eiza González, Jessica Henwick, Julian Dennison, Kyle Chandler och Demián Bichir.
Projektet tillkännagavs i oktober 2015, när Legendary kom ut med sina planer om ett gemensamt filmiskt universum mellan Godzilla och King Kong. Filmens författare samlades i mars 2017 och Wingard tillkännagavs som regissör i maj 2017. Huvudinspelningen började i november 2018 på Hawaii, Australien och Hong Kong och avslutades i april 2019. Godzilla vs. Kong släpptes i Sverige den 26 mars 2021, utgiven av Warner Bros. Pictures.

## Rollista
| - Alexander Skarsgård – Dr. Nathan Lind - Millie Bobby Brown – Madison Russell - Rebecca Hall – Dr. Ilene Andrews - Brian Tyree Henry – Bernie Hayes - Shun Oguri – Ren Serizawa - Eiza González – Maia Simmons | - Julian Dennison – Josh Valentine - Lance Reddick – Guillermin - Kyle Chandler – Dr. Mark Russell - Demián Bichir – Walter Simmons |